# Fernando Monteiro de Castro Soromenho
Fernando Monteiro de Castro Soromenho (Chinde, 31 de Janeiro de 1910 – São Paulo, 18 de Junho de 1968) foi um jornalista, ficcionista e etnólogo moçambicano. É considerado um escritor do movimento neorrealista português e igualmente um romancista da literatura angolana.

## Biografia
Castro Soromenho nasceu na vila de Chinde, na região da Zambézia, na província ultramarina portuguesa de Moçambique e foi com um ano de idade para Angola.
Era filho de Artur Ernesto de Castro Soromenho, governador dos distritos de Congo, Huíla, Moxico e  Lunda, e de Stela Fernançole de Leça Monteiro, natural do Porto e de família cabo-verdiana,  mais propriamente da Ilha do Fogo, cujo pai fora Juiz do Supremo Tribunal de Lisboa.
Até aos 6 anos, permaneceu em Angola.
Entre 1916 e 1925, estudou, em Lisboa, o ensino primário e liceal.Regressou a Angola, onde trabalhou para a Companhia de Diamantes de Angola e, em seguida, em 1932, depois de ter concluído o curso em Huíla, na Escola Superior «Artur Paiva», entrou para o quadro administrativo de Angola, na categoria de aspirante, servindo nos sertões do leste da colónia.
Posteriormente, parte para Luanda, onde se torna redactor do jornal Diário de Luanda, permanecendo nessa cidade até aos 27 anos de idade.
Em 1937, regressa a Lisboa, colaborando em diversos jornais como: semanário Humanidade do jornal Diário Popular, A Noite, Jornal da Tarde, O Século, Seara Nova, O Diabo, O Primeiro de Janeiro e Dom Casmurro. Encontra-se colaboração jornalística da sua autoria numa crónica sobre os "exploradores portugueses em África", nº 12 do semanário Mundo Literário. (1946–1948) e na revista luso-brasileira Atlântico 
Em 1943 abandona o jornalismo para se dedicar à escrita.
Em 1949, casou-se com Mercedes de la Cuesta na Argentina. Em virtude de fazer críticas ao regime salazarista, foi obrigado a ir para o exílio em França em 1960. Mais tarde, foi para os Estados Unidos da América, onde foi professor na Universidade do Wisconsin e ministrou o curso de literatura portuguesa. Regressou a França em agosto de 1961 e colaborou com as revistas Présence Africane e Révolution. Em dezembro de 1965, foi viver para o Brasil, onde faleceu.
No Brasil, regeu cursos na Faculdade de Filosofia, Ciências e Letras da Universidade de São Paulo e na Faculdade de Filosofia, Ciências e Letras de Araraquara.
Dedicou-se também ao estudo da etnografia angolana, tendo sido um dos fundadores do Centro de Estudos Africanos da Universidade de São Paulo.

## Obras
- Lendas negras (contos) (1936)
- Nhari: o drama da gente negra (contos e novelas) (1938)
- Imagens da cidade de S. Paulo de Luanda (1939)
- Noite de angústia (romance) (1939)
- Homens sem caminho (romance) (1941)
- Sertanejos de Angola (história) (1943)
- A aventura e a morte no sertão: Silva Pôrto e a viagem de Angola a Moçambique (história) (1943)
- Rajada e outras histórias (contos) (1943)
- A expedição ao país do oiro branco (história) (1944)
- Mistérios da terra (etnografia) (1944)
- Calenga (contos) (1945)
- A maravilhosa viagem dos exploradores portugueses (etnografia) (1946)
- Terra morta (romance) (1949)
- Samba (conto) (1956)
- A voz da estepe (conto) (1956)
- Viragem (romance) (1957)
- Histórias da terra negra (contos, novelas e uma narrativa) (1960)
- Portrait: Jinga, reine de Ngola et de Matamba (1962)
- A chaga (romance) (1970)